# Santa Eufémia (Penela)
Santa Eufêmia is een plaats (freguesia) in de Portugese gemeente Penela en telt 1762 inwoners (2001).